# Pintor de Nicias

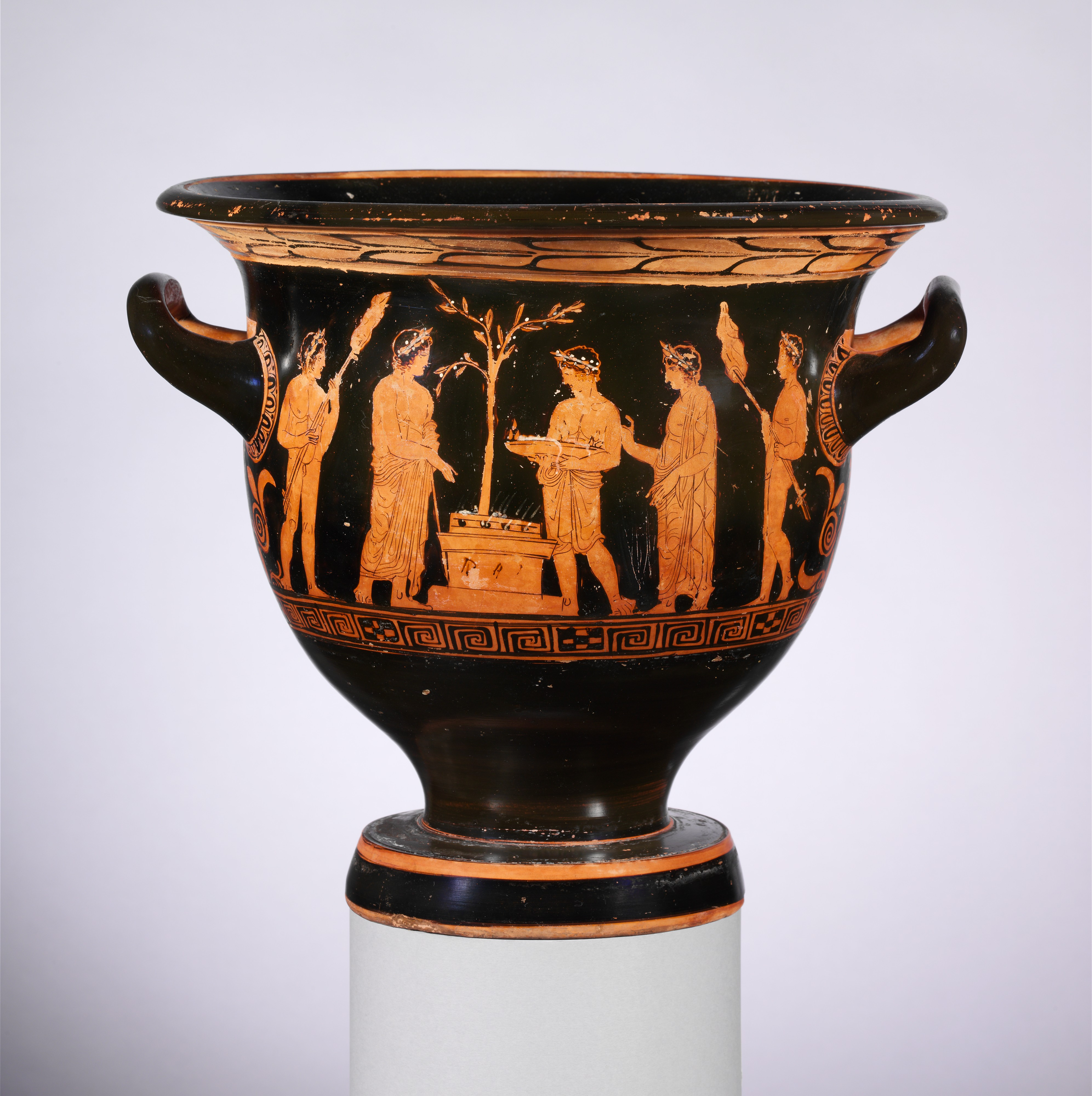
Crátera de campana con escena de una víctima en un altar, Museo Metropolitano de Arte (41.162.4).

El Pintor de Nicias fue un pintor de vasos griego-ático del estilo de figuras rojas. Su período creativo está fechado entre el 420 y el 400 a .C. Recibió su nombre convenido por una crátera de campana firmada por el alfarero Nicias que se halla en el Museo Británico de Londres, Inv. 1898.7-16.6. Pintó principalmente cráteras de campana. 